# Arzu Göllü
Arzu Göllü est une ancienne joueuse de volley-ball turque née le 30 janvier 1969 à Ankara. Elle mesure 1,73 m et jouait au poste de passeuse. Elle a totalisė 183 sélections en équipe de Turquie.

## Clubs
| Club                 | De        | À         |
| -------------------- | --------- | --------- |
| Eczacıbaşı İstanbul  | 1986-1987 | 1991-1992 |
| Galatasaray İstanbul | 1992-1993 | 1993-1994 |
| Emlak Bankası Ankara | 1994-1995 | 1994-1995 |
| Galatasaray İstanbul | 1995-1996 | 1996-1997 |
| Eczacıbaşı İstanbul  | 1997-1998 | 2000-2001 |
| Beşiktaş İstanbul    | 2002-2003 | 2005-2006 |
| Karşıyaka İzmir      | 2006-2007 | 2006-2007 |
| VB Günes Sigorta     | 2007-2008 | 2009-2010 |
| Galatasaray İstanbul | 2010-2011 | 2010-2011 |

## Palmarès

### Clubs
- Championnat de Turquie
  - Vainqueur : 1986, 1987, 1988, 1989, 1999, 2000, 2001.
- Coupe de Turquie
  - Vainqueur : 1999, 2000, 2001.
- Coupe de la CEV
  - Vainqueur : 1999.
- Challenge Cup
  - Vainqueur : 2008.

### Distinctions individuelles
- Ligue des Champions de volley-ball féminin 1999-2000: Meilleure passeuse.
- Challenge Cup féminine 2007-2008: Meilleure passeuse.